# The Fury
The Fury  é um filme de 1978 dirigido por Brian De Palma e estrelado por Kirk Douglas, Amy Irving e John Cassavetes.

## Elenco
- Kirk Douglas...Peter Sandza
- John Cassavetes...Ben Childress
- Carrie Snodgress...Hester
- Charles Durning...Dr. Jim McKeever
- Amy Irving...Gillian Bellaver
- Fiona Lewis...Dr. Susan Charles
- Andrew Stevens...Robin Sandza
- Carol Rossen...Dr. Ellen Lindstrom
- Rutanya Alda...Kristen
- Joyce Easton...Katharine Bellaver
- William Finley...Raymond Dunwoodie
- Daryl Hannah...Pam
- Jane Lambert...Vivian Nuckells
- Sam Laws...Blackfish
- J. Patrick McNamara...Robertson
- Alice Nunn...Madame Callahan
- Melody Thomas Scott...La Rue
- Hilary Thompson...Cheryl
- Patrick Billingsley...Lander
- J. P. Bumstead...Greene

## Sinopse
Peter Sandza, funcionário do governo americano alocado no Oriente Médio, prepara-se para retornar para os Estados Unidos quando seu filho Robin, um paranormal, é raptado em um atentado forjado por seu maior amigo, o colega Ben Childress. Ele dirige uma agência secreta dedicada a estudos psíquicos e pretende utilizar Robin para fins militares.
Onze meses mais tarde, em Chicago, a jovem Gillian Bellaver descobre em uma demonstração na faculdade que possui poderes extra-sensoriais, e que é capaz de involutariamente provocar sangramentos em outras pessoas. Assustada, ela procura a ajuda do Instituto Paragon, dedicado a estudos de fenômenos paranormais. Após submeter-se satisfatoriamente aos testes comprobatórios e ser admitida, ela começa a ter visões relacionadas a Robin, que também estivera durante um curto período internado na instituição.
Peter, que permanece fugindo ao encalço de Childress, mantém um relacionamento com Hester, enfermeira do instituto, na esperança de obter informações sobre Robin. Avisado de que Gillian está tendo visões sobre ele, e de que será brevemente transferida aos cuidados diretos de Childress, planeja com a amante sua fuga. 
Gillian consegue escapar do instituto com a conivência de Hester - que falece durante a manobra, atropelada pelo carro que era dirigido pelos seguranças contratados por Childress, e alvejados por Peter. A paranormal utiliza suas habilidades para localizar Robin, e os dois dirigem-se para encontrar o filho sequestrado.
Sob a pressão de um programa de pesquisa muito intenso, que incluía a administração maciça de barbitúricos, Robin tornou-se entrementes instável e irritadiço. Percebendo a aproximação de Gillian, suspeita de que ela está a caminho para tomar o seu lugar, e utiliza seus poderes para matar sua orientadora e amante, a Dra. Susan Charles. Gillian e Peter tentam penetrar na mansão onde o jovem está internado, mas são surpreendidos. Percebendo que Robin está fora de controle, Childress permite que Peter confronte o filho.
Robin mostra-se insensível aos apelos de Peter e ataca o pai. Os dois lutam e o jovem termina falecendo após cair do telhado da mansão. Peter atira-se em seguida, e Gillian é deixada aos cuidados de Childress.
Pela manhã, Childress minimiza os acontecimentos trágicos da noite anterior e procura aliciar Gillian para seu programa de pesquisa. Fingindo aceitar os termos do acordo, a jovem aproxima-se dele e beija-o nos olhos, cegando-o deste modo. Concentra, então, todos os seus poderes paranormais para fazer o diretor da agência explodir em uma nuvem de sangue e tripas.